# Dannie Richmond
Charles Daniel Richmond (New York, 15 dicembre 1931 – New York, 15 marzo 1988) è stato un batterista statunitense di jazz noto per le sue collaborazioni con Charles Mingus. Ha anche lavorato con Joe Cocker, Elton John e con il duo Mark-Almond.

## Biografia
Richmond nacque a New York ed iniziò a suonare il sassofono tenore all'età di tredici anni. Successivamente suonò R&B con il gruppo del sassofonista Paul Williams nel 1955.
La sua carriera decollò quando iniziò a suonare la batteria, poco più che ventenne, dando inizio a quella che sarebbe stata una collaborazione di 21 anni con Charles Mingus. Il biografo di Mingus, Brian Priestley, scrisse che "Dannie divenne per Mingus l'equivalente di Harry Carney per l'orchestra di Duke Ellington, un indispensabile ingrediente per il sound di Mingus ed un suo intimo amico".
La collaborazione proseguì dopo la morte di Mingus, quando Richmond divenne il primo direttore musicale del gruppo di Mingus nel 1980.
Il 25 giugno 2019, The New York Times Magazine ha inserito Dannie Richmond tra le centinaia di artisti le cui registrazioni sono state distrutte dall'incendio del 2008 degli archivi Universal.

## Discografia

### Solista
- 1965: "In" Jazz for the Culture Set (Impulse!)
- 1979: Ode to Mingus (Soul Note)
- 1980: Hand to Hand (Soul Note)  con George Adams
- 1980: Dannie Richmond Plays Charles Mingus (Timeless)
- 1980: The Last Mingus Band A.D. (Landmark) in origine Dannie Richmond Quintet (Gatemouth)
- 1981: Three or Four Shades of Dannie Richmond Quintet (Tutu) distribuito nel 1991
- 1983: Gentleman's Agreement (Soul Note) con George Adams
- 1983: Dionysius (Red)

### Accompagnatore
Con Charles Mingus
- The Clown (Atlantic, 1957)
- Mingus Three (Jubilee, 1957)
- Tijuana Moods (RCA Victor, 1957)
- East Coasting (Bethlehem, 1957)
- Jazz Portraits: Mingus in Wonderland (United Artists, 1959)
- Blues & Roots (Atlantic, 1959 [1960])
- Mingus Ah Um (Columbia, 1959)
- Mingus Dynasty (Columbia, 1959)
- Pre-Bird (Mercury, 1960)
- Mingus at Antibes (Atlantic, 1960 [1976])
- Charles Mingus Presents Charles Mingus (Candid, 1960)
- Mingus (Candid, 1960 [1961])
- Reincarnation of a Lovebird (Candid, 1960 [1988])
- Oh Yeah (Atlantic, 1961 [1962])
- Tonight at Noon (Atlantic, 1957/61 [1964])
- The Complete Town Hall Concert (Blue Note, 1962 [1994])
- The Black Saint and the Sinner Lady (Impulse!, 1963)
- Mingus Mingus Mingus Mingus Mingus (Impulse!, 1963)
- The Cornell Concert (Blue Note, 1964 [2007])
- Town Hall Concert (Jazz Workshop, 1964)
- Revenge! (Revenge, 1964 [1996])
- The Great Concert of Charles Mingus (America, 1964 [1971])
- Mingus in Europe Volume I (Enja, 1964 [1980])
- Mingus in Europe Volume II (Enja, 1964 [1983])
- Right Now: Live at the Jazz Workshop (Fantasy, 1964 [1966])
- Mingus at Monterey (Jazz Workshop, 1964)
- My Favorite Quintet (Jazz Workshop, 1965 [1966])
- Music Written for Monterey 1965 (Jazz Workshop, 1965)
- Charles Mingus in Paris: The Complete America Session (Sunnyside, 1970 [2006]) in origine Blue Bird e Pithycanthropus Erectus
- Charles Mingus Sextet In Berlin (Beppo, 1970)
- Let My Children Hear Music (Columbia, 1971)
- Mingus Moves (Atlantic, 1973)
- Changes One (Atlantic, 1973)
- Changes Two (Atlantic, 1973)
- Mingus at Carnegie Hall (Atlantic, 1974)
- Cumbia & Jazz Fusion (Atlantic, 1976)
- Me, Myself an Eye (Atlantic, 1978)
- Something Like a Bird (Atlantic, 1978)

Con George Adams e Don Pullen
- Jazz a Confronto 21 (Horo, 1975)
- All That Funk (Palcoscenico, 1979)
- More Funk (Palcoscenico, 1979)
- Don't Lose Control (Soul Note, 1979)
- Earth Beams (Timeless, 1981)
- Life Line (Timeless, 1981)
- City Gates (Timeless, 1983)
- Live at the Village Vanguard (Soul Note, 1983)
- Live at the Village Vanguard Vol. 2 (Soul Note, 1983)
- Decisions (Timeless, 1984)
- Live at Montmartre (Timeless, 1985)
- Breakthrough (Blue Note, 1986)
- Song Everlasting (Blue Note, 1987)

Con Pepper Adams
- Pepper Adams Plays the Compositions of Charlie Mingus (Workshop Jazz, 1964)

 Con altri 
Con Ray Anderson
- Old Bottles - New Wine (Enja, 1985)

Con Chet Baker
- (Chet Baker Sings) It Could Happen to You (1958)

Con Ted Curson
- Plenty of Horn (Old Town, 1961)

Con Booker Ervin
- The Book Cooks (Bethlehem, 1960)
- Cookin' (Savoy, 1960)

Con Ricky Ford
- Loxodonta Africana (New World, 1977)
- Manhattan Plaza (Muse, 1978)

Con Bert Jansch
- Moonshine (1973)

Con John Jenkins
- Jenkins, Jordan and Timmons (Prestige, 1957) – con Clifford Jordan e Bobby Timmons
- John Jenkins with Kenny Burrell (Blue Note, 1957) – con Kenny Burrell

Con Duke Jordan
- Tivoli One (SteepleChase, 1978, [1984])
- Tivoli Two (SteepleChase, 1978, [1984])
- Wait and See (SteepleChase, 1978 [1994])

Con Jimmy Knepper
- A Swinging Introduction to Jimmy Knepper (Bethlehem 1957)
- Cunningbird (SteepleChase, 1976)

Con Horace Parlan
- Blue Parlan (Steeplechase, 1978)
- Like Someone in Love (Steeplechase, 1983)

Con Herbie Nichols
- Love, Gloom, Cash, Love (1957)

Con Sahib Shihab
- The Jazz We Heard Last Summer (Savoy, 1957)

Con Zoot Sims
- Down Home (Bethlehem, 1960)

Con Mal Waldron
- What It Is (Enja, 1981)

Con Bennie Wallace
- Mystic Bridge (Enja, 1982)